# مطار جربهاري
مطار Garbaharey (إياتا: GBM) هو مطار يخدم مدينة جربهاري عاصمة محافظة جدو جنوب الصومال.

## المرافق
يحتوي المطار على مدرج واحد يبلغ ارتفاعه 1,050 متر (3,445 قدم).